# Species Blancoanae
Species Blancoanae (abreviado Sp. Blancoan.) es un libro con ilustraciones y descripciones botánicas que fue escrito por el botánico estadounidense Elmer Drew Merrill y publicado en Manila en el año 1918.